# Коломийцев, Пётр Андреевич
Пётр Андреевич Коломийцев (23 июня 1925 хутор Сибилев, Каменский район, Ростовская область, РСФСР, СССР — 16 июля 1992 Каменск-Шахтинский, Ростовская область, Российская Федерация) — участник  Великой Отечественной войны, полный кавалер ордена Славы.

## Биография
Родился 23 июня 1925 на хуторе Сибилев (Ростовская область) в крестьянской семье. После получения образования (7 классов школы), работал в местном колхозе.
После начала войны некоторое время жил на оккупированной территории. После освобождения Ростовской области, в сентябре 1943 года был призван в  Красную Армию. В боях начал участвовать с апреля 1944 года.
8 и 9 июня 1944 во время боёв возле Казимеж-Долы, отразил 10 контратак противника, уничтожил 13 огневых точек противника и повредил один танк. 14 июля 1944 награждён  орденом Славы 3-й степени.
14 января 1945 во время прорыва обороны врага на подступах к городу Спала (Польша), уничтожил 20 вражеских солдат и 5 огневых точек противника. 24 февраля 1945 награждён  орденом Славы 2-й степени.
20 апреля 1945 в боях под Фюрстенвальде (Германия) отбил 2 контратаки противника, уничтожил около взвода вражеских солдат и несколько орудий. 15 мая 1946 награждён  орденом Славы 1-й степени.
В  Вооруженных силах СССР прослужил до 1960 и дослужился до старшего лейтенанта. В 1963 окончил энергетический техникум. С апреля 1965 — заместитель директора ремонтно-механического завода. Умер 16 июля 1992. Похоронен на алее Славы кладбища Каменск-Шахтинского.

## Награды
Пётр Андреевич Коломийцев был награжден следующими наградами:
- Орден Славы I степени (14 июля 1944; № 350);
- Орден Славы II степени (24 февраля 1945; № 46935);
- Орден Славы III степени (15 мая 1946; № 89407);
- Орден Отечественной войны I степени (11 марта 1985);
- Орден Красной Звезды (22 октября 1944);
- ряд медалей.